# Сеол, Рэнди
Рэнди Сеол — американский музыкант, ударник психоделической группы Strawberry Alarm Clock.

## Биография
Сеол присоединился к группе после ухода Майка Лючано вместе с Марком Вейцем. Он играл у них на ударных и пел на первом альбоме. Он же вместе с Джорджем Баннеллом был автором нескольких песен. После альбома The World In a Seashell эти двое ушли и основали другой проект с названием Strawberry Alarm Clock. Вернулся в группу в 1983 году, но продержался только около года. Окончательно вернулся только в 2006 году. После смерти Ли Фримана стал фронтменом группы. Часто он пел вместо Фримана на живых выступлениях.

## Дискография
- Incense and Peppermints (1967) (ударные, перкуссия, вокал)
- Wake Up...It's Tomorrow (1968) (ударные, перкуссия)
- The World In a Seashell (1968) (ударные, перкуссия)
- Wake Up Where You Are (2012) (вокал, ударные)